# Restio hystrix
Restio hystrix är en gräsväxtart som beskrevs av Maxwell Tylden Masters. Restio hystrix ingår i släktet Restio och familjen Restionaceae. Inga underarter finns listade i Catalogue of Life.